# Richard Aldington
Richard Aldington (Portsmouth, 8 luglio 1892 – Sury-en-Vaux, 27 luglio 1962) è stato un poeta, scrittore e saggista britannico.

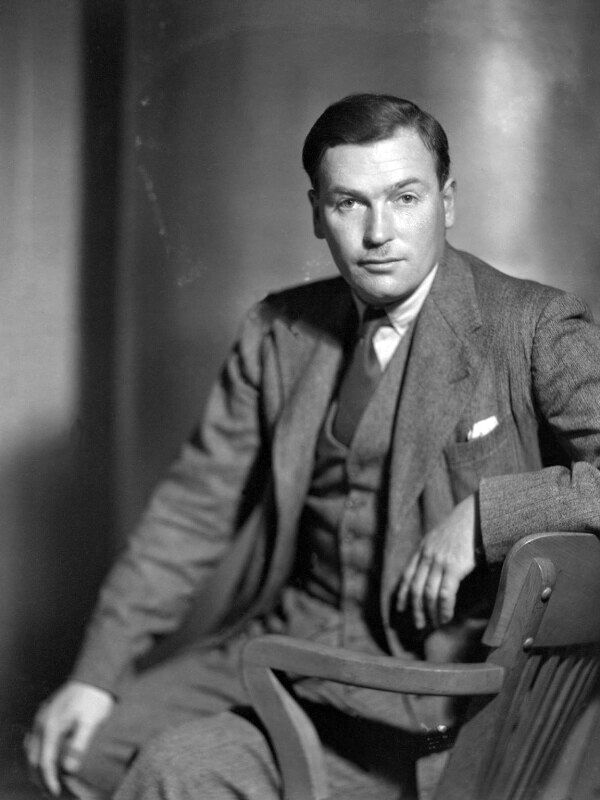
Aldington, 1931

È stato uno dei principali esponenti dell'imagismo. Fu anche autore di alcuni saggi critici. La sua biografia sul Duca di Wellington (A Life of Wellington: The Duke) del 1946 fu premiata con il James Tait Black Memorial Prize.

## Opere

### Raccolte poetiche
- Immagini (1915)

### Romanzi
- Morte di un eroe (1930)
- La figlia del colonnello (1931)
- Tutti gli uomini sono nemici (1933)
- Le donne devono lavorare (1936)
- Un vero paradiso (1937)

### Saggi
- Ritratto di un genio, ma... (1954), polemica biografia di D.H. Lawrence